# Trevose Head
Trevose Head är en udde i Storbritannien.   Den ligger i riksdelen England, i den södra delen av landet, 400 km väster om huvudstaden London.
Terrängen inåt land är platt. Havet är nära Trevose Head åt nordväst.  Närmaste större samhälle är Newquay, 15,4 km söder om Trevose Head. 